# Bečko pjevačko udruženje
Bečko pjevačko udruženje (njem. Wiener Singverein) je naziv uglednoga bečkoga mješovitog pjevačkog zbora, čiji članovi redovito nastupaju u koncertnim ciklusima u dvorani Bečkoga glazbenog društva s vodećim bečkim, ali i svjetskim orkestrima i dirigentima.

## Povijest
Još godine 1812. Antonio Salieri je započeo inicijativu da se osnuje veliki oratorijski zbor, da bi se i u Beču omogućilo izvođenje oratorija Georga Friedricha Händela. To je, zapravo, vodilo do osnivanja bečkoga Društva prijatelja glazbe (njem. Gesellschaft der Musikfreunde in Wien).
Godine 1858. osnovano je današnji Bečko pjevačko udruženje. Taj zbor je od utemeljenja surađivao s poznatim svjetskim orkestrima kao što su Bečki filharmoničari, Bečki simfoničari, austrijsko-mađarska Filharmonija Haydn, Berlinski filharmoničari, Kraljevski orkestar Concertgebouw i drugi. Osim ovih vrhunskih orkestra, sa zborom su od samoga početka surađivali i mnogi ugledni svjetski dirigenti.
Od godine 1947. do 1989. poznati dirigent Herbert von Karajan je puno puta surađivao s ovim zborom, što je vodilo do bezbrojnih gostovanja u inozemstvu.
Godine 1824. je tadašnji zbor bečkoga Društva prijatelja glazbe sudjelovao u praizvedbi IX. simfonije Ludwiga van Beetovena. Nakon toga, novoosnovano je Bečko pjevačko udruženje prvi put izvelo i druga poznata glazbena djela, primjerice Njemački requiem Johannesa Brahmsa, Te Deum od Antona Brucknera i VIII. simfonija Gustava Mahlera.
Od godine 1991. zborovođa je Johannes Prinz.

## Diskografija (izbor)
- Ludwig van Beethoven: Symphonie Nr. 9 – Ode an die Freude (Vienna Philharmonic – Christian Thielemann)[1]
- Johannes Brahms: Ein deutsches Requiem (Cleveland Orchestra – F. Welser-Möst)
- Antonín Dvořák: Requiem (Royal Concertgebouw Orchestra – Mariss Jansons)
- Gustav Mahler: Symphonie Nr. 2 – Auferstehung (Vienna Philharmonic – Gilbert Kaplan)
- Gustav Mahler: Symphonie Nr. 2 – Auferstehung (Vienna Philharmonic – Pierre Boulez)
- Gustav Mahler: Symphonie Nr. 3 (Bavarian State Orchestra – Zubin Mehta)
- Gustav Mahler: Symphonie Nr. 3 (Vienna Philharmonic – Pierre Boulez)
- Otto Nicolai: Mondchor aus Die lustigen Weiber von Windsor (Schönbrunn 2010, Vienna Philharmonic – F. Welser-Möst)
- Robert Schumann: Manfred – Schauspielmusik (Tonkünstler-Orchester Niederösterreich – Bruno Weil)
- Franz Schmidt: Das Buch mit sieben Siegeln (Vienna Philharmonic – Nikolaus Harnoncourt)
- Franz Schmidt: Das Buch mit sieben Siegeln (Tonkünstler-Orchester Niederösterreich – Kristjan Järvi)
- Karol Szymanowski: Symphonie Nr. 3 – Lied der Nacht (Vienna Philharmonic – Pierre Boulez)
- Richard Wagner: Tristan und Isolde – Duett-Szenen (Vienna Radio Symphony Orchestra – Bertrand de Billy)

## Vanjske poveznice
- Wiener Singverein – službene stranice (njem.) (engl.)
- Bach Cantatas Website – Wiener Singverein (engl.)